# Communauté de communes du Pays d'Essay
La communauté de communes du Pays d'Essay est une ancienne communauté de communes française, située dans le département de l'Orne.

## Composition
Elle regroupait cinq communes du canton du Mêle-sur-Sarthe :
1. Aunay-les-Bois
2. Boitron
3. Bursard
4. Essay
5. Neuilly-le-Bisson

## Histoire
La communauté de communes est créée le 29 décembre 1993. Le 31 décembre 2006, Le Ménil-Guyon quitte la communauté de communes du Pays d'Essay pour la communauté de communes du Pays de Courtomer.
La communauté de communes du Pays d'Essay fusionne  le 1er janvier 2013 avec les communautés de communes du Pays de Sées et du Pays de Mortrée pour former la communauté de communes des Sources de l'Orne. Les communes d'Aunay-les-Bois et Neuilly-le-Bisson rejoignent alors quant à elles la communauté de communes de la Vallée de la Haute Sarthe.

## Administration
| Période      | Période       | Identité           | Étiquette | Qualité                |
| ------------ | ------------- | ------------------ | --------- | ---------------------- |
| janvier 1994 | avril 2008    | Jean Leclerc       |           | Maire d'Aunay-les-Bois |
| avril 2008   | décembre 2012 | Georges d'Harcourt |           | Maire d'Essay          |

## Sources
- L'Orne sur le Splaf
- Base aspic